# Amicale Laïque Ergué-Gabéric
El Amicale Laïque Ergué-Gabéric también conocido con la denominación abreviada de A.L. Ergué-Gabéric, es un equipo francés de hockey sobre patines con sede en localidad de Ergué-Gabéric. Actualmente disputa la Nationale 1 Elite. También tiene una sección de patinaje.

## Historia
El club fue fundado en 1983 por Louis Kergourlay, un futbolista local que nunca antes había practicado este deporte. En 2002, el club contaba con 55 licencias con al menos un equipo involucrado en casi todas las categorías de edad.
En la temporada 2004-2005, el club ganó el Campeonato Nacional 2 Norte (2ª división del hockey en Francia), ascendiendo a la Nationale 1 Elite para la temporada siguiente. No obstante perdió la categoría al final de la temporada 2005-2006. En 2013, el club consiguió clasificarse en segundo lugar de la National 2 Norte, tras el equipo B del HC Quévert, pero como no puede haber dos equipos del mismo club en la misma categoría, el A.L. Ergué-Gabéric ascendió de nuevo a la Nationale 1 Elite por segunda vez en su historia.

## Palmarés
- 1 Liga Nationale 2 (norte): 2005
- 2 subcampeonatos Liga Nationale 2: 2013 y 2017